# Pardais
Pardais é uma povoação portuguesa sede da Freguesia de Pardais do Município de Vila Viçosa, freguesia com 17,83 km² de área e 457 habitantes (censo de 2021), tendo, por isso, uma densidade populacional de 25,6 hab./km².
Realiza-se em Pardais, desde 2018, a Feira da Laranja.

## Demografia
A população registada nos censos foi:
| Distribuição da População por Grupos Etários | Distribuição da População por Grupos Etários | Distribuição da População por Grupos Etários | Distribuição da População por Grupos Etários | Distribuição da População por Grupos Etários |
| -------------------------------------------- | -------------------------------------------- | -------------------------------------------- | -------------------------------------------- | -------------------------------------------- |
| Ano                                          | 0-14 Anos                                    | 15-24 Anos                                   | 25-64 Anos                                   | > 65 Anos                                    |
| 2001                                         | 81                                           | 70                                           | 270                                          | 138                                          |
| 2011                                         | 75                                           | 48                                           | 294                                          | 129                                          |
| 2021                                         | 47                                           | 49                                           | 259                                          | 102                                          |

## Património
- Igreja de Santa Catarina de Pardais;
- Igreja Velha.

## Equipamentos sociais
- Jardim de Infância de Pardais.